# 鐵線蓮癭蚜
鐵線蓮癭蚜（学名：Colophina monstrifica），又名怪扣綿蚜，为綿癭蚜科蓮癭蚜屬下的一个种。